# Cut Off
Cut Off is een plaats (census-designated place) in de Amerikaanse staat Louisiana, en valt bestuurlijk gezien onder Lafourche Parish.

## Demografie
Bij de volkstelling in 2000 werd het aantal inwoners vastgesteld op 5635.

## Geografie
Volgens het United States Census Bureau beslaat de plaats een oppervlakte van
38,5 km², waarvan 38,2 km² land en 0,3 km² water. Cut Off ligt op ongeveer 2 m boven zeeniveau.

## Plaatsen in de nabije omgeving
De onderstaande figuur toont nabijgelegen plaatsen in een straal van 24 km rond Cut Off.

## Geboren in
- Vin Bruce (1932-2018), cajunmuzikant